# Marcelino García Toral
Marcelino García Toral (ur. 14 sierpnia 1965 w Villaviciosa) – hiszpański trener i piłkarz, który występował na pozycji pomocnika. Obecnie pełni funkcję trenera klubu Villarreal CF.

## Kariera piłkarska
Marcelino jest wychowankiem Sportingu Gijón. W 1985 roku zadebiutował w pierwszej drużynie tego klubu. W 1989 roku został piłkarzem Racingu Santander. Po roku przeniósł się do Levante UD. W 1991 roku zdecydował się zakończyć piłkarską karierę.

## Kariera trenerska
W 1997 roku Marcelino rozpoczął karierę obejmując klub CD Lealtad. W 1998 roku objął drużynę rezerw Sportingu Gijón. W 2003 roku został trenerem pierwszej drużyny Sportingu Gijón. W 2005 roku został trenerem Recreativo Huelva. Zdołał on w sezonie 2005/06 zdobyć Mistrzostwo Segunda División i awansować z zespołem do Primera División. Tam w sezonie 2006/07 Recreativo Huelva pod jego wodzą było jedną z rewelacji sezonu, zajmując 8. miejsce w tabeli. W 2007 roku objął drużynę Racing Santander. W sezonie 2007/08 zajął z tym zespołem 6. miejsce w tabeli i zakwalifikował się z nim do rozgrywek Pucharu UEFA. Po tym sezonie nie zdecydował się jednak kontynuować pracy w klubie i został trenerem Realu Saragossa. W sezonie 2008/09 zdobył z zespołem Wicemistrzostwo Segunda División i awansował z nim do Primera División. Tam jednak, w sezonie 2009/10 radził sobie z zespołem dość słabo i w grudniu 2009 roku został zwolniony ze stanowiska trenera Realu Saragossa. Po tej przygodzie Marcelino miał przerwę w trenowaniu. Dopiero w lutym 2011 roku znalazł nową pracę, ponownie obejmując Racing Santander. Zdołał on uchronić drużynę przed spadkiem z Primera División ostatecznie zajmując 12. miejsce w tabeli. Po sezonie nie zdecydował się jednak kontynuować tam pracy i objął drużynę Sevilli FC. Tam w sezonie 2011/12 radził sobie z drużyną dość kiepsko i w lutym 2012 roku został zwolniony ze stanowiska trenera Sevilli FC. W styczniu 2013 roku został trenerem piłkarzy Villarrealu CF. Udało mu się wywalczyć z zespołem awans do Primera División z 2. miejsca w tabeli Segunda División. W sezonie 2013/14 zespół pod jego wodzą zajął 6. miejsce w tabeli Primera División i zakwalifikował się do Rundy Play-off Ligi Europy UEFA. W sezonie 2014/15 Marcelino po raz pierwszy poprowadził zespół w europejskich pucharach. Prowadzony przez niego Villarreal zdołał dojść do 1/8 finału Ligi Europy. W rundzie Play-off pokonali bardzo pewnie, 7:0 w dwumeczu FK Astanę. W Fazie grupowej zajęli 2. miejsce w grupie awansując do 1/16 Finału. W grupie rywalizowali z Borussią Mönchengladbach, FC Zürich i Apollonem Limassol. W 1/16 finału pokonali 5:2 w dwumeczu Red Bull Salzburg. W 1/8 finału przegrali jednak, z późniejszymi triumfatorami tych rozgrywek Sevillą FC. W lidze zajęli ponownie 6. miejsce w tabeli tym razem kwalifikując się do Fazy grupowej Ligi Europy. W sezonie 2015/16 w rozgrywkach Ligi Europy doszli aż do Półfinału. W fazie grupowej zajęli drugie miejsce w tabeli w grupie E, gdzie rywalizowali z Rapidem Wiedeń, Viktorią Pilzno i Dynamem Mińsk. W 1/16 finału pokonali 2:1 w dwumeczu SSC Napoli. W 1/8 finału 2:0 w dwumeczu pokonali Bayer 04 Leverkusen. W ćwierćfinale rozprawili się 6:3 w dwumeczu ze Spartą Praga. W półfinale ulegli jednak 1:3 w dwumeczu z Liverpoolem. W Primera División zajęli 4. miejsce w tabeli co dawało im kwalifikacje do Fazy Play-off Ligi Mistrzów UEFA. Tam jednak Marcelino nie było dane poprowadzić zespołu. W sierpniu 2016 roku, po konflikcie z zarządem został zwolniony ze stanowiska trenera Villarrealu CF. Po rocznej przerwie w trenowaniu, po zakończeniu sezonu 2016/17 objął drużynę Valencii CF. W sezonie 2017/18 zajął z zespołem 4. miejsce w tabeli i tym samym zakwalifikował się z Valencią do Fazy grupowej Ligi Mistrzów UEFA w sezonie 2018/19.

## Osiągnięcia

### Trener
Valencia
- Puchar Króla: 2018/19

Athletic Bilbao
- Superpuchar Hiszpanii: 2020/2021